# 다중로그
수학에서 다중로그(多重log, 영어: polylogarithm 폴리로거리듬[*]) 또는 폴리로그는 로그를 일반화한 특수 함수이다.

## 역사
이중로그는 17세기부터 수학계에 등장하기 시작하였다. 존 랜던(영어: John Landen)은 이중로그에 대한 랜던 항등식을 1760년 증명하였다. 레온하르트 오일러와 닐스 헨리크 아벨은 이중로그에 대한 아벨 항등식을 1826년에 증명하였으나, 이 논문은 사후에 1881년에야 출판되었다.
일반적인 다중로그는 종키에르(프랑스어: A. Jonquière)가 1889년 다루었다. 이 때문에 다중로그는 종키에르 함수라고 불리기도 한다.

## 정의
임의의 복소수 {\displaystyle s\in \mathbb {C} }와 {\displaystyle |z|<1}인 복소수 {\displaystyle z\in \mathbb {C} }에 대하여, 다중로그 {\displaystyle \operatorname {Li} _{s}(z)}는 다음과 같은 급수로 정의된다.
{\displaystyle \operatorname {Li} _{s}(z)=z+z^{2}/2^{s}+z^{3}/3^{s}+\dots }
이는 모든 {\displaystyle z\in \mathbb {C} }에 대하여 해석적 연속으로 정칙적으로 확장할 수 있다. 이 경우 극점이나 본질적 특이점은 존재하지 않지만, 일부 {\displaystyle s}에서는 분지절단을 갖는다. 이 경우 분지점은 {\displaystyle z=1}과 {\displaystyle z=\infty }이며, 통상적으로 1 이하의 실수에 대하여 분지절단을 가한다.
{\displaystyle s=2}인 경우 이중로그(二重log, 영어: dilogarithm), {\displaystyle s=3}인 경우 삼중로그(三重log, 영어: trilogarithm) 따위의 이름을 사용한다.

## 성질
정의에 따라, {\displaystyle z=1}인 경우 다중로그는 단순히 리만 제타 함수이다.
{\displaystyle \operatorname {Li} _{s}(1)=\zeta (s)}
마찬가지로, {\displaystyle z=-1}인 경우 다중로그는 디리클레 에타 함수이다.
{\displaystyle \operatorname {Li} _{s}(-1)=-\eta (s)}
다중로그의 도함수는 낮은 차수의 다중로그로 주어진다. 이는 급수 정의로부터 쉽게 유도된다.
{\displaystyle z{\frac {\partial \operatorname {Li} _{s}(z)}{\partial z}}=\operatorname {Li} _{s-1}(z)}

### 낮은 차수의 다중로그
1중로그는 다음과 같이 (통상적) 로그로 주어진다. (이 때문에 ‘다중로그’라는 이름이 붙었다.)
{\displaystyle \operatorname {Li} _{1}(z)=-\ln(1-z)}
도함수 공식을 사용하여, 0 이하의 정수 차수의 다중로그는 다음과 같이 유리 함수임을 증명할 수 있다.
{\displaystyle \operatorname {Li} _{-n}(z)=\left(z{\frac {\partial }{\partial z}}\right)^{n}{\frac {z}{1-z}}=\sum _{k=0}^{n}k!S(n+1,k+1)\left({\frac {z}{1-z}}\right)^{k+1}\qquad (n=0,1,2,\ldots )}
여기서 {\displaystyle S(n,k)}는 제2종 스털링 수이다.

### 적분 표현
다중로그는 다음과 같은 적분으로 표현할 수 있다. 이러한 적분들은 통계역학에서 보스-아인슈타인 통계와 페르미-디랙 통계를 다룰 때 등장한다. 보스-아인슈타인 적분 표현은 다음과 같다.
{\displaystyle \operatorname {Li} _{s}(z)={\frac {1}{\Gamma (s)}}\int _{0}^{\infty }{t^{s-1} \over e^{t}/z-1}\,dt\qquad \left(\operatorname {Re} s>0,\;z\in \mathbb {C} \setminus [1,\infty )\right)}
페르미-디랙 적분 표현은 다음과 같다.
{\displaystyle \operatorname {Li} _{s}(-z)=-{\frac {1}{\Gamma (s)}}\int _{0}^{\infty }{t^{s-1} \over e^{t}/z+1}\,dt\qquad \left(\operatorname {Re} s>0,\;z\in \mathbb {C} \setminus (-\infty ,-1]\right)}

## 참고 문헌
1. ↑  Maximon, L.C. (2003). “The dilogarithm Function for complex argument”. 《Proceedings of the Royal Society A》 (영어) 459 (2039): 2807–2819. doi:10.1098/rspa.2003.1156. Zbl 1050.33002.
2. ↑  Abel, N.H. (1881) [1826]. 〈Note sur la fonction {\displaystyle \scriptstyle \psi x\,=\,x+{\frac {x^{2}}{2^{2}}}+{\frac {x^{3}}{3^{2}}}+\cdots +{\frac {x^{n}}{n^{2}}}+\cdots }〉 (PDF).   Sylow, L.; Lie, S. 《Œuvres complètes de Niels Henrik Abel − Nouvelle édition, Tome II》 (프랑스어). Christiania: Grøndahl & Søn. 189–193쪽.
3. ↑  Jonquière, A. (1889). “Note sur la série {\displaystyle \scriptstyle \sum _{n=1}^{\infty }{\frac {x^{n}}{n^{s}}}}”. 《Bulletin de la Société Mathématique de France》 (프랑스어) 17: 142–152. JFM 21.0246.02.